# 青山島
青山島（チョンサンとう）は、大韓民国の南海沿岸の島で、全羅南道莞島郡青山面の本島である。面内には他に大茅島、小茅島、麗瑞島、長島の4つの有人島と多数の無人島がある。緑豊かな島であるから「青山島」と名付けられた。 澄みきった青い多島海と調和をなす美しい風景があるため、昔から神仙が生きる島として「仙山」または「仙源」とも呼ばれた。

## 交通

### 旅客船
莞島郡の莞島港から青山島港までのフェリーが1日に5回運航し、50分程かかる。「青山島ゆっくり歩こう祭り」が開催される4月から5月の間には平日8便、休日15便が運行されている。

### マウルバス

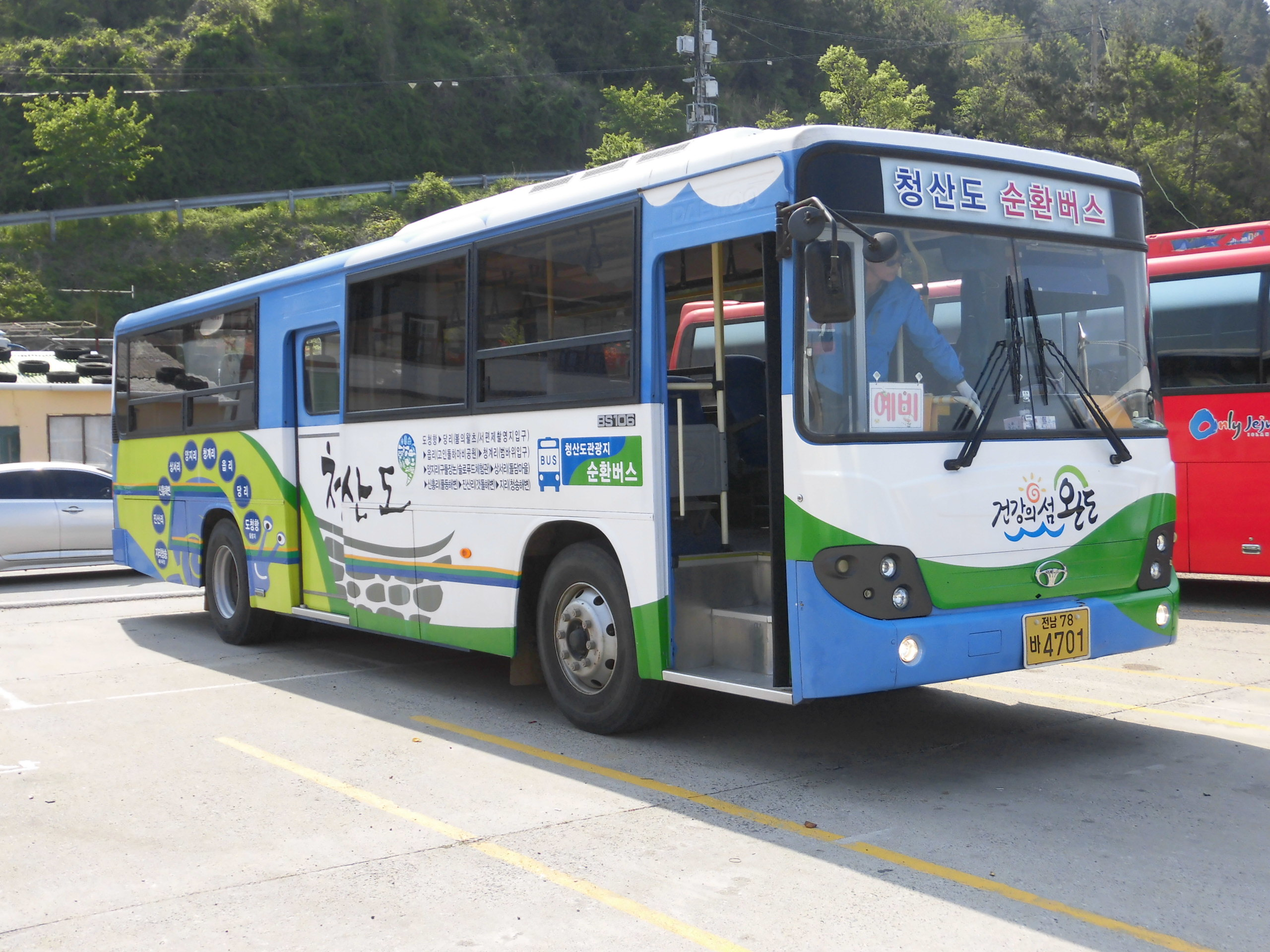
青山ツアーバス4701

毎日青山島港から陳山里方面にマウルバスが5便運行されて、権徳里方面に2便運行されている。

## 文化

### オンドル石の田んぼ
青山島の伝統農業のシステム。昔から青山島は傾斜が急な地形と石が多く、水切れが良くない砂質の土壌が発達した所で稲作に必要な水が不足し、稲作に多少不利な環境であった。 このような不利な条件の地域でより多くの米を生産するため、自然環境を再配置して作ったものはすなわちオンドル石の田んぼである。
莞島の「青山島のオンドル石の田んぼ」は国際連合食糧農業機関の世界重要農業遺産システムの基準に準用して遺産の価値性、パートナーシップ、有効性などの厳格な審査基準により2013年1月22日、大韓民国国家重要農業遺産1号に指定された。

### 虎岩
この岩に関しては、遠い昔の青山島に住んでいた虎が岩に向かって吠えたが、吠え声に自分自身が驚いて島の外に逃げたという伝説が伝えられている。また、付近一帯は強い磁性があるため、羅針盤が作動しておらず、神秘の岩とも呼ばれる。虎岩から見下ろす青山島が綺麗で、天気がいい日には麗瑞島、巨文島、済州島まで見ることができる。

### スローロード

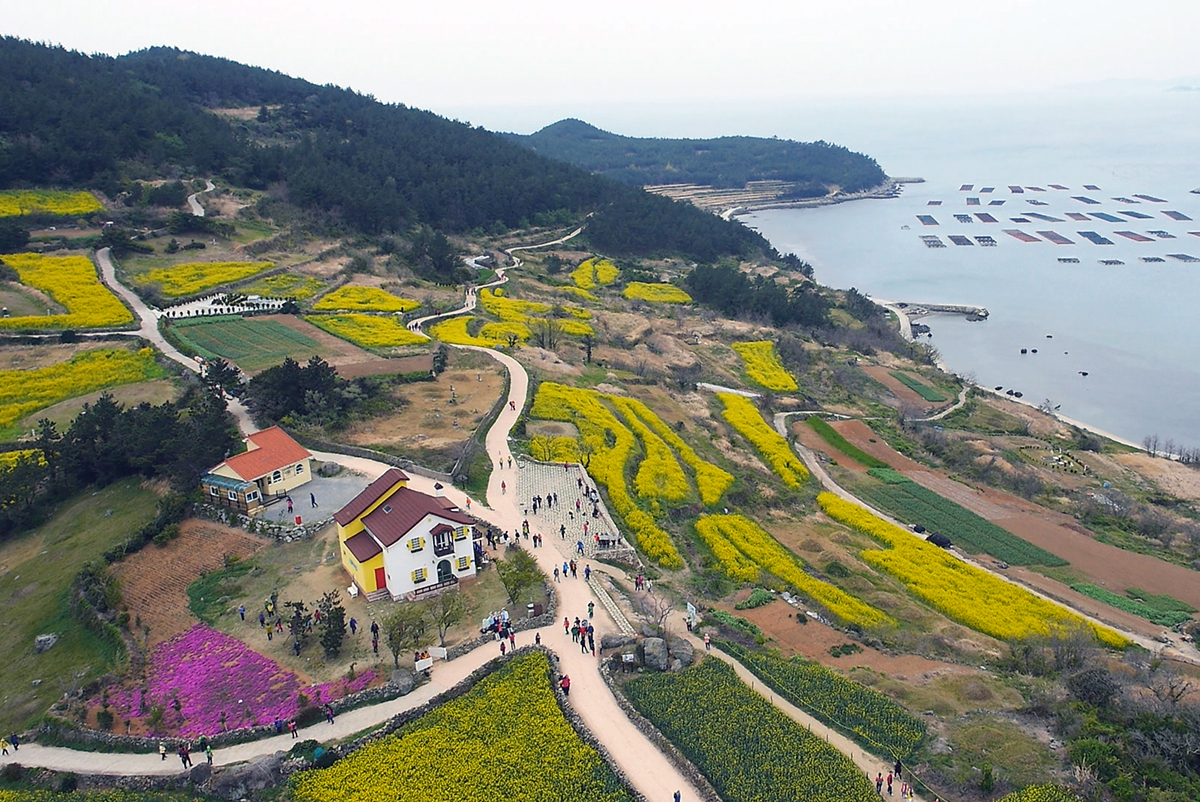
青山島スローランド

青山島スローロードはもともと青山島の村の間の移動路であったが、美しい風景に酔って自然に足が遅くなるとしてスローロードと名づけられており、2010年までに全11コース（17ロード）、42.195kmに至る道が開かれた。風景、村民、伝説などが調和して散策できるように、各コースを造成したのが最大の特徴である。2012年cittaslowによって世界スローロード1号に指定され、長さがある美を対外的に認められた。

### 映画撮影地
林権沢監督の映画・『風の丘を越えて/西便制』がここで撮影され、観光名所として注目され始め、KBSドラマ『春のワルツ』、SBSドラマ『女の香り』もここで撮影された。

### 祝祭
「青山島ゆっくり歩こう祝典」が毎年4月の1ヶ月間開催される。